# Darius Washington
Darius Myron Washington Jr (ur. 6 grudnia 1985 w Winter Park) – amerykański koszykarz, występujący na pozycjach rozgrywającego oraz rzucającego obrońcy, posiadający także północno-macedońskie obywatelstwo.
W 2004 wystąpił w meczu gwiazd amerykańskich szkół średnich - McDonald’s All-American. Został też wybrany najlepszym zawodnikiem szkół średnich stanu Floryda (Florida Mr. Basketball). Zaliczono go również do I składu Parade All-American i III składu USA Today's All-USA. W 2003 został zaliczony do IV składu Parade All-American.
Przez lata występował w letniej lidze NBA. Reprezentował Dallas Mavericks (2007), Houston Rockets (2006), Milwaukee Bucks (2008).

## Osiągnięcia
Stan na 30 listopada 2019, na podstawie, o ile nie zaznaczono inaczej.
NCAA
- Uczestnik rozgrywek Elite 8 turnieju NCAA (2006)
- Mistrz:
  - sezonu zasadniczego konferencji USA (2006)
  - turnieju konferencji USA (2006)
- Najlepszy pierwszoroczny zawodnik konferencji USA (2005)
- Zaliczony do:
  - I składu:
    - konferencji USA (2006)
    - turnieju konferencji USA (2005)
    - najlepszych pierwszorocznych zawodników konferencji USA (2005)

  - III składu konferencji USA (2005)
- Lider konferencji USA w liczbie celnych rzutów wolnych (119 – 2006)

Drużynowe
- Mistrz Czech (2007, 2015)
- Wicemistrz Portoryko (2011)
- Zdobywca Pucharu Czech (2007)

Indywidualne
- MVP:
  - finałów ligi czeskiej (2015)
  - meczu gwiazd czeskiej ligi NBL (2007)
  - kolejki Euroligi (7 – 2010/2011)
- Zaliczony do I składu chińskiej ligi NBL (2016)
- Lider:
  - strzelców:
    - Eurocup (2010)
    - ligi tureckiej (2014)

  - w przechwytach ligi tureckiej (2014)